# Çukur
Çukur è un serial televisivo drammatico turco composto da 132 puntate suddivise in quattro stagioni, trasmesso su Show TV dal 23 ottobre 2017 al 7 giugno 2021. È diretto da Sinan Öztürk e Özgür Sevimli, scritto da Gökhan Horzum e Damla Serim, prodotto da Ay Yapım ed ha come protagonisti Aras Bulut İynemli, Dilan Çiçek Deniz e Damla Sönmez.

## Trama
La famiglia Koçovalı ha il controllo di Çukur, il quartiere criminale di Istanbul. Nonostante sia così coinvolta nella criminalità, la famiglia ha le sue regole. Una di queste regole è il divieto di droghe. Nessun farmaco viene prodotto, usato o venduto a Çukur. Ma i gruppi che sono nuovi al gioco cercano di infrangere il divieto.

## Episodi
| Stagione         |  | Episodi | Prima TV Turchia | Prima TV Italia |
| ---------------- |  | ------- | ---------------- | --------------- |
| Prima stagione   |  | 33      | 2017-2018        | inedita         |
| Seconda stagione |  | 34      | 2018-2019        | inedita         |
| Terza stagione   |  | 26      | 2019-2020        | inedita         |
| Quarta stagione  |  | 39      | 2020-2021        | inedita         |

## Personaggi e interpreti

### Personaggi principali
Famiglia Koçovalı
- Yamaç Koçovalı (episodi 1-132), interpretato da Aras Bulut İynemli.
- Sena Alp Koçovalı † (episodi 1-60; guest episodi 67, 132), interpretata da Dilan Çiçek Deniz.
- Efsun Koçovalı (episodi 68-132), interpretata da Damla Sönmez.
- Masal Koçovalı (episodi 116-132), interpretata da Mila Sancak.
- Salih "Vartolu Sadettin" Koçovalı (episodi 1-132), interpretato da Erkan Kolçak Köstendil.
- Sultan Koçovalı (episodi 1-132), interpretata da Perihan Savaş.
- İdris Koçovalı † (episodi 1-68; guest episodi 69, 94, 107 e 132), interpretato da Ercan Kesal.
- Saadet Koçovalı (episodi 1-132), interpretato da Boncuk Yılmaz.
- Selim Koçovalı † (episodi 1-107; guest episodio 132), interpretato da Öner Erkan.
- Ayşe Koçovalı † (episodi 1-132), interpretata da İrem Altuğ.
- Akın Koçovalı (episodi 66-132), interpretato da Burak Dakak.
- Yasmin Koçovalı (episodi 109-132), interpretata da Gamze Doğanoğlu.
- Karaca Koçovalı † (episodi 1-125; guest episodi 126, 130 e 132), interpretata da Ece Yaşar.
- Cumali Koçovalı (episodi 34-132), interpretato da Necip Memili.
- Damla Koçovalı (episodi 54-132), interpretata da Hare Sürel.
- Kahraman Koçovalı † (episodio 1 guest episodi 9, 96-107 e 132), interpretato da Mustafa Üstündağ.
- Akşın Koçovalı † (episodi 1-63; guest episodi 67, 132), interpretata da İlayda Alişan.

Quartiere Koçova
- Ali "Aliço" Çoban (episodi 1-132), interpretato da Rıza Kocaoğlu.
- Celasun Gümüş † (episodi 1-124; guest episodio 132), interpretato da Kubilay Aka.
- Mücahit "Emmi" Savcıbey † (episodi 1-127; guest episodio 132), interpretato da Kadir Çermik.
- Medet İnce (episodi 1-132), interpretato da Mustafa Kırantepe.
- Mustafa "Meke" Derbent (episodi 1-132), interpretato da Aytaç Uşun.
- Metin Yaman (episodi 1-132), interpretato da Cem Uslu.

### Personaggi secondari
Famiglia Koçovalı
- Nedret Koçovalı † (episodi 1-33; guest episodio 132), interpretata da Zeynep Kumral.
- Acar Koçovalı † (episodi 1-33), interpretata da Doğan Can Sarıkaya.
- İdris "Küçük" Koçovalı (episodi 48-132), interpretato da Ali Polat e Arda Ege Yiğit.
- Cumali "Amca" Koçovalı † (episodi 114-132), interpretato da Müfit Kayacan e da Yılmaz Ceylan nella versione giovanile.
- Asiye Koçovalı (episodi 117-132), interpretata da Aden Türk.
- Yamaç "Küçük" Koçovalı (episodio 132), interpretato da Bartu Barlas Bozacı.

Quartiere Koçova
- Ali (episodi 1-132), interpretato da Bilen Bilmen.
- Kemal Yaman † (episodi 1-80; guest episodi 103 e 132), interpretato da Uğur Yıldıran.
- Saim (episodio 1), interpretato da Seracettin Gözüküçük.
- İsa † (episodi 1-5; guest episodi 31-32), interpretata da Doruk Nalbantoğlu.
- Cihangir "Paşa" Şahin † (episodi 1-33; guest episodi 107 e 132), interpretato da Çetin Sarıkartal.
- Muhittin Derbent † (episodi 1-33), interpretato da Nebil Sayın.
- Senem (episodi 1-80), interpretata da Defne Koldaş.
- Keçi (episodi 1-92), interpretato da Metehan Özcan.
- Ecevit †  (episodi 1-130), interpretato da Alp Demiray.
- Abdullah (episodi 1-4), interpretato da Hikmet Karagöz.
- Efe (episodi 2-35), interpretato da Arda Ararat.
- Ferdi (episodi 2-74), interpretato da Halil Tekeş.
- Kuaför Fidan (episodio 5), interpretato da Gülçin Hatıhan.
- Doctor Aylin (episodi 5, 10, 14, 15) interpretato da Emel Dede
- Mihriban Helvacı (madre di Vartolu, episodi 3-15), interpretata da Gamze Dar.
- Yıldız (episodi 5-65), interpretata da Gökşen Ateş.
- Salim (episodi 2-132), interpretato da Volkan Kıran.
- Ahmet (episodi 5-132), interpretato da Yiğit Yalkın.
- Mahmut (episodi 5-132), interpretato da Mahmut Kotan.
- Mete (episodi 6-40), interpretato da Sarven Çankar.
- Hatice (episodi 6-45), interpretata da İpek Türktan.
- Recep (episodi 6-33), interpretato da Kadircan Karakış.
- Bekir (episodi 6-33), interpretato da Muhammed Salih Gönültaş.
- Zülfü (episodi 29-121), interpretato da Dursun Celil Cephe.
- Cem (episodi 34-122), interpretato da Yiğit Çakır.
- Zehra (episodi 34-122), interpretato da Canan Yalçınkaya.
- Ferhat (episodi 49-132), interpretato da Ahmet Şenkaya.
- Madre di Mahsun (episodi 57-96), interpretata da Elif Baysal.
- Kutay (episodi 68-75), interpretato da Lorin Merhart.
- Duygu (episodi 68-82), interpretata da Gizem Ergün.
- Selami (episodi 71-101...† 131), interpretato da Metin Coşkun.
- Cennet Hatırsay (episodi 73-132), interpretata da Aylin Engör.
- Fahri (episodi 73-92), interpretato da Ali Savaşçı.
- Aykut † (episodi 89-111, guest episodio 115), interpretato da Berhan Taşdelen.
- Fidan (episodi 101-127), interpretata da Berfin Taş.
- Oguz (episodi 106 e 107), interpretato da Muhammet Bayam
- Cukur doctor (episodi 107-132) interpretato da Zeki Cemil Tatar
- Gülsüm (episodi 109 e 113), interpretato da Duygu Serin
- Seher (episodi 110-132), interpretata da Begüm Akkaya.
- Feyyaz (episodi 110-132), interpretato da Erdağ Yenel.
- Doctor (episodi 111-115), interpretato da Turgut Özdemir
- Cucukdoktoru (episodi 113-115), interpretato da Tuncer Sander

Vicini dei Koçova
- Halil (episodi 1-2,6-7), interpretato da Ilgaz Kocatürk

- Hale Atik † (episodi 1-20), interpretata da Elif Doğan.
- Deren (episodi 1-61), interpretata da Beste Kanar.
- Güzide (episodi 2-60), interpretata da Ebru Üstüntaş.
- Padre di Sena (episodi 2-3) interpretato da Cüneyt Yalaz
- Mehmet Ali (episodi 2-60), interpretato da Cüneyt Yalaz.
- Ayhan † (episodio 4), interpretato da Nevzat Yılmaz.
- Doğukan † (episodi 4-5), interpretato da Can Kızıltuğ.
- Feyyaz † (episodi 9-13), interpretato da Hüseyin Soysalan.
- Meliha Sancaklı † (episodi 41-72), interpretata da Şenay Gürler.
- Şenol † (episodi 53-84), interpretato da Erman Cihan.
- Nehir Bursalı (episodi 68-111...†, guest episodio 131), interpretata da Hazal Subaşı.
- Songül (episodi 85), interpretata da Alara Turan.
- Sevda Varol (episodi 90-94), interpretata da Özlem Türay.
- Emir "Gazeteci" Varol † (episodi 90-94), interpretato da Uğur Aslan.
- Fatsalı Fikret † (episodi 100-104), interpretato da Necmettin Çobanoğlu.
- Ismet (episodi 126 e 127), interpretato da Çağla Özavcı

Karakuzular
- Çeto † (episodi 34-58), interpretato da Erkan Avcı.
- Lal Fındık † (episodi 34-48), interpretato da Ramin Nezir.
- Mahsun (episodi 34-96), interpretato da Berkay Ateş.
- Fırat (episodi 34-96), interpretato da Fırat Coşkun.
- Özgür (episodi 34-96), interpretato da Özgür Şahin.
- Alperen (episodi 34-96), interpretato da Alperen Azman.
- Avni (episodi 34-96), interpretato da Alp Çoker.
- Ersoy † (episodi 35-48), interpretato da Mehmet Yılmaz Ak.
- Yücel "Yüzüklü" Tansoy † (episodi 52-86), interpretato da Tansu Biçer.

Famiglia Kent
- Baykal "Beyefendi" Kent † (episodi 3-23), interpretato da Burak Sergen.
- Nazım Kent † (episodi 5-33), interpretato da Ahmet Tansu Taşanlar.
- Emrah Alp Kent † (episodi 17-33), interpretato da Alperen Duymaz.
- Makbule Kent † (episodi 69-98), interpretata da Meral Çetinkaya.

Famiglia Kurtuluş
- Savaş Kurtuluş † (episodi 62-63), interpretato da Fırat Kaymak.
- Azer Kurtuluş † (episodi 64-97), interpretato da Cihangir Ceyhan.
- Yılmaz Kurtuluş † (episodi 68-97), interpretato da Cem Söküt.
- Seyhan Kurtuluş † (episodio 69), interpretata da Hande Elaman.
- Kadir Kurtuluş † (episodi 69-80), interpretato da Müslüm Sert.
- Fadik Kurtuluş (episodi 69-97), interpretata da Nur Sürer.

Famiglia Erdenet
- Çağatay Erdenet † (episodi 82-114), interpretato da Nejat İşler.
- Arık Böke Erdenet † (episodi 92-99), interpretato da Barış Arduç.
- Cengiz Erdenet † (episodi 94-112), interpretato da Mustafa Avkıran.
- Seren Erdenet † (episodi 94-113), interpretata da İrem Sak.
- Olga Erdenet † (episodi 95-109), interpretata da Suna Yıldızoğlu.
- Ogeday Erdenet † (episodi 97-111), interpretato da Baki Davrak.
- Süreyya Erdenet † (episodi 98-111), interpretata da Filiz Taçbaş.
- Kulkan Erdenet † (episodi 108-126), interpretato da Genco Özak.

### Altri personaggi
- Baloncu † (episodi 1-2), interpretato da Murat Şahan.
- Latif † (episodi 1-2), interpretato da Ergün Metin
- Capo Yücel (episodi 1-4), interpretato da Bülent Polat.
- Çiyan † (episodi 1-5), interpretato da Halil Babür.
- Orhan (episodi 1-21), interpretato da Cahit Berkay.
- Hamdi (episodio 2), interpretato da Ercan Raşit Demir
- Eser (episodio 4), interpretato da Nezih Cihan Aksoy.
- Celal † (episodi 4-11), interpretato da Fatih Altun Yayla.
- Aylin (episodi 5-15), interpretata da EmelDede.
- Fahri (episodio 7) interpretato da Ozan Doğan
- Umburgazlı Serdar † (episodi 8-10), interpretato da Mehmet Bozdoğan.
- Oğuz † (episodi 9-10), interpretato da Uğurcan Güngör.
- Münir † (episodi 11-13), interpretato da Erçin Sıcakkan.
- Kasım Helvacı (episodi 13-17), interpretato da Turgut Tunçalp.
- Cemil † (episodi 15-28), interpretato da Tolga Sala.
- Laz (episodi 13-23), interpretato da Ateş Veli Tuncer.
- Tekin (episodi 17-23), interpretato da Bora Kırkım.
- Lana (episodi 22-23), interpretata da Selin Deveci.
- Elvis † (episodi 22-23), interpretato da Saygın Soysal.
- Fazlı (episodi 25-26), interpretata da Yücel Kelebek.
- Remzi (episodi 25-108), interpretato da Çağrı Atakan.
- Sadi † (episodi 26-27), interpretato da Azer Şelte.
- Anıl † (episodi 26-27), interpretato da Mert Yavuzcan.
- Sedef (episodi 27-32), interpretata da Hilal Kızıldağ.
- Şanar Benlidere (episodio 28), interpretato da Haldun Dormen.
- Macır † (episodi 29-30), interpretato da Kaan Yabaş.
- Kaptan † (episodi 29-30), interpretato da Muzaffer Akın.
- Ezgi (episodi 29-33), interpretata da Selen Uçer.
- Sermet (episodi 36-41), interpretato da Timuçin Başgül.
- Veysel † (episodi 36-54), interpretato da Halil Babür.
- Halil (episodi 35-84), interpretato da Sermet Yeşil.
- Fazıl Feyzullah † (episodio 37), interpretato da Mehmet Fatih Türkay.
- Refik † (episodio 37), interpretato da Hakan Öztop.
- Reşit Feyzullah (episodi 38-102), interpretato da Muhammed Cangören.
- Seyfettin Kadı (episodi 39-40), interpretato da Cem Baza.
- Mustafa (episodi 39-64), interpretato da Emre Mutlu.
- Sarı † (episodi 42-49), interpretato da Murat Ürek.
- Keke † (episodio 43), interpretato da Ömer Barış.
- Ivan † (episodi 48-49), interpretato da Abdullah Serdar Uzkan.
- Sedat † (episodi 51-60), interpretato da Ahmet Bağdatlı.
- Nejat † (episodi 51-64), interpretato da Sezer Yıldırım.
- Uluç Reis † (episodi 52-65), interpretato da Serhat Özcan.
- Kadir Canseven † (episodi 57-58), interpretato da Menderes Samancılar.
- Cansız (episodi 59-60), interpretato da Ali Sürmeli.
- Veli Cevher (episodi 59-60), interpretato da Onur Saylak.
- Sahte Baykal † (episodio 61), interpretato da Ahmet Dizdaroğlu.
- Barmen † (episodi 61-63), interpretato da Hakan Eke.
- Timsah Celil † (episodi 61-91), interpretato da Ahmet Melih Yılmaz.
- Edip † (episodi 62-63), interpretato da Kadir Çelik.
- Cüneyt † (episodi 64-75), interpretato da Onur Yar.
- Sahte Akın Koçovalı † (episodi 66-67), interpretato da Ali Alkın Aydın.
- Sevim Tansoy (episodi 66-86), interpretata da Seda Keskol.
- Özgür (episodi 68 e 93), interpretato da Resit Berker Enhos.
- Victor † (episodi 69-70), interpretato da Doğan Barış Yaşar.
- Tercüman † (episodi 69-70), interpretato da Barış Yıldırım.
- Çizgili Kenan (episodi 69-70), interpretato da Hayati Akbaş.
- Yavuz Çoban † (episodi 69-75), interpretato da Salih Kalyon.
- Sülüman † (episodi 70-91), interpretato da Orkun Huylu.
- Zafer Çoban † (episodi 70-75), interpretato da Tankut Yıldız.
- Avvocato † (episodi 71-73), interpretato da Hakan Öztaş.
- Dağhan Kenan † (episodi 72-74), interpretato da İsmail Açıl.
- Fatih Gürseli † (episodi 73-90), interpretato da Emrullah Çakay.
- Murtaza Surlu † (episodi 73-131), interpretato da Ferit Kaya.
- Cezaevi Müdürü (episodi 74-78), interpretato da Gökay Müftüoğlu.
- Ziya † (episodi 76-85), interpretato da Muttalip Müjdeci.
- Nahid † (episodi 77-78), interpretato da Selim Aygün.
- Nedim † (episodi 79-129), interpretato da İlkay Akdağlı.
- Hans Zimmerman (episodi 80-82), interpretato da Folke Paulsen.
- Yunus (episodi 80-83), interpretato da Nazmi Kırık.
- Erkan (episodi 81-92), interpretato da Baran Şükrü Babacan.
- Reha (episodi 82-86), interpretato da Burak Can Doğan.
- Haydar (episodi 83-84), interpretato da Vedat Erincin.
- Boris † (episodi 87-92), interpretato da Cengizhan Akın.
- Fazıl † (episodio 94), interpretato da Cihangir Turantaş.
- Yakup † (episodi 96-100), interpretato da Ahmet Sarıcan.
- Şahin † (episodi 97-110), interpretato da Erdem Irmak.
- Server † (episodi 99-109), interpretato da Adil Şahin.
- İskandar (episodi 99-102, 113-115), interpretato da Eser Karabil.
- Sefa † (episodi 101-105), interpretato da Alper Çankaya.
- Tefeci Sermet † (episodi 101-105), interpretato da Mehmet Ali Aygan.
- Cenk † (episodi 102-123), interpretato da Nezir Çınarlı.
- Sincanlı Namık † (episodi 104-105), interpretato da Yıldırım Şimşek.
- Cemil † (episodi 104-108), interpretato da Hakan Emre Ünal.
- Maskeli † (episodi 111-127), interpretato da Uğur Yıldıran.
- Nizam † (episodi 115-120), interpretato da İbrahim Can.
- Yadigar † (episodio 116), interpretato da Mustafa Benli.
- Şecaattin † (episodi 117-118), interpretato da Doğan Tank.
- Genç Muhittin (episodio 117), interpretato da Batuhan Beli.
- Mahir (episodi 117-119), interpretato da Metin Büktel.
- Koray † (episodi 117-128), interpretato da Koray Tarman.
- Bilal (episodi 119-125), interpretato da Levend Yılmaz.
- Leyla (episodi 120-126), interpretata da Çağla Demir.
- Ahmet † (episodi 125-128), interpretato da Umut Deniz Karaboğaz.
- Akif † (episodi 126-128), interpretato da Ulvi Yigit.
- Kamil † (episodi 128-129), interpretato da Hakan Eksen.
- Şahram Göçer † (episodi 130-132), interpretato da Sarp Akkaya.

## Produzione
La serie è diretta da Sinan Öztürk e Özgür Sevimli, scritta da Gökhan Horzum e Damla Serim e prodotta da Ay Yapım.

### Riprese
La serie è stata girata nel quartiere Balat, situato nel distretto di Fatih a Istanbul. Alcune scene del primo e del secondo episodio della prima stagione sono state girate a Parigi, capitale della Francia), e alcune scene della terza stagione sono state girate a Berlino (capitale della Germania). Dopo la fine della serie, nel 2022, è scoppiato un incendio nell'edificio del caffè in cui è stata girata la serie.

## Distribuzione

### Turchia
In originale la serie è andata in onda su Show TV dal 23 ottobre 2017 al 7 giugno 2021: la prima stagione è stata trasmessa dal 23 ottobre 2017 all'11 giugno 2018, la seconda stagione è stata trasmessa dal 17 settembre 2018 al 27 maggio 2019, la terza stagione è stata trasmessa dal 16 settembre 2019 al 16 marzo 2020, mentre la quarta stagione è stata trasmessa dal 7 settembre 2020 al 7 giugno 2021.
Composizione puntate
In originale la serie è composta da quattro stagioni di 131 puntate, ognuna delle quali ha una durata di 130 minuti circa: la prima stagione comprende le prime 33 puntate (puntate 1-33), la seconda stagione 34 (puntate 34-67), la terza stagione 25 (puntate 68-92), mentre la quarta stagione le rimanenti 39 (puntate 93-131).

## Colonna sonora
Le 96 musiche della serie sono state realizzate da Toygar Işıklı.
1. Çukur Jenerik Müziği – Toygar Işıklı – 1:36
2. Git (Sezen Aksu) – 5:06
3. Bu kız (Son Feci Bisiklet) – 2:56
4. Gamzendeki Çukur (Kubilay Aka & Hayko Cepkin) – 3:25
5. Yamaç & Sena (Çukur) – 4:59
6. Yaşamak İstemem (Yavuz Çetin) – 5:33
7. Dinek Dağı (Neşet Ertaş) – 4:05
8. Gömün Beni Çukur'a (Eypio) – 3:18
9. Mihriban (Musa Eroğlu) – 4:21
10. Yaş Elli (Replikas) – 3:08
11. Zalım (Ceylan Ertem) – 4:28
12. Heyecanı Yok (Gazapizm) – 4:12
13. Kalbim Çukurda (Cem Adrian & Gazapizm) – 4:31
14. Hiç Işık Yok (Melek Mosso & No.1) – 5:10
15. Derindeyim – (MRF) – 3:36
16. Beni Siz Delirttiniz – (Cem Karaca) – 3:02
17. Keklik Gibi (Melek Mosso) – 4:46
18. Talihim Yok Bahtım Kara (Zeynep Bakşi Karatağ) – 4:53
19. Nefes Bile Almadan (Redd) – 4:48
20. Çukur'un Dibi (Toygar Işıklı) – 1:23
21. Zombi Mahali (Adamlar) – 3:53
22. Dur (Arın Aykut & Spunk) – 3:22
23. Yemin Ederim (Heja & Şam) – 3:01
24. Nere Gitsen Çukur Orda (Toygar Işıklı & Çukurspor) – 3:37
25. Cemalim (Erkin Koray) – 5:58
26. Akrebin Gözleri (Erkin Koray) – 7:05
27. Nefes Al (Kadir Çermik & Saki) – 3:45
28. Kısır Döngü (Allame) – 2:53
29. Çatapat (Tahribad-ı İsyan & Saki) – 2:00
30. Kefen Giydim (Pinhani) – 3:26
31. Ya Sidi (Orange Blossom) – 4:35
32. Nereden Bileceksiniz (Ahmet Kaya) – 4:46
33. Alla Beni Pulla Beni (Barış Manço) – 2:50
34. Kum Gibi (Çukur Canlı Performans) (Cem Adrian) – 5:00
35. Mahsun (Bumerang) (Çukur) – 1:27
36. Karakuzular (Çukur) – 1:21
37. Vartolu (Çukur) – 1:53
38. Yamaç'ın İntikamı (Çukur) – 2:15
39. Unutulacak Dünler (Gazapizm) – 4:55
40. Ich Bin Çukur (Eko Fresh & Heja) – 2:30
41. Bıçak Sırtı (Toygar Işıklı) – 1:52
42. Cumali (Çukur) – 1:52
43. Aliço (Çukur) – 1:52
44. Habanera (Carmen) – 4:28
45. Yoruldum (Adamlar) – 4:33
46. Savaş Yeni Başlıyor (Bağlama Versiyon) – 1:35
47. Çağatay Erdenet (Çukur) – 5:39
48. Arık Böke Erdenet (Çukur) – 3:53
49. Nedim (Çukur) – 1:28
50. Cengiz Erdenet (Çukur) – 2:57
51. Ögeday Erdenet (Çukur) – 3:24
52. Seren Erdenet 'Nimet' (Didomido & Eglo G) – 2:16
53. Sen Affetsen Ben Affetmem (Fairuz Derin Bulut) – 4:35
54. Ay Karanlık (Cem Karaca) – 3:07
55. Kanadım Değdi Sevdaya (Burcu Güneş) – 4:52
56. Darıldım (Aşık Mahzuni Şerif) – 3:30
57. Pisliğin Üstüne Basmışlar (Gazapizm) – 3:22
58. Sarı Çizmeli Mehmet Ağa (Barış Manço) – 3:54
59. Eski Libas Gibi (Öner Erkan) – 3:57
60. Çukur'dan Kaçış Yok (Fuat Ergin & Toygar Işıklı) – 3:33
61. Garipler (Müslüm Gürses) – 6:45
62. Garipler (Pera) – 5:33
63. Ayrılık Acı Bir Şey (Müslüm Gürses) – 4:30
64. İyi Değilim (Azer Bülbül) – 4:54
65. Mican (Duble Salih) – 4:20
66. Rest (Gönder Gelsin) (Ramiz Bayraktar) – 2:37
67. Adaletin Bu Mu Dünya? (Zeynep Bakşi Karatağ) – 3:43
68. El Değmesin (Gökhan Güney) – 2:08
69. Yaşamak İstemem (Yavuz Çetin) – 5:50
70. Halime'm (Zara, Orhan Hakalmaz, Erol Köker, Zeynep Atagür, Elvan Erbaşı) – 3:46
71. Delalım (Akif Çekirge) – 4:41
72. Elinden Geleni Ardına Koyma (Devran Çağlar) – 5:23
73. Türk Marşı (Ceza) – 2:02
74. Küçük Sevgilim (Mor ve Ötesi) – 4:13
75. Odam Kireç Tutmuyor (Cem Karaca) – 4:35
76. Ela Gözlüm (Cem Adrian) – 4:02
77. Ruhumda Sızı (Ender Balkır) – 6:02
78. Sen Gel Diyorsun (Öf Öf) (Cem Adrian) – 6:02
79. Ayrılık Hasreti (Seyfi Yerlikaya & Özge Öz Erdoğan) – 4:16
80. Bir Ay Doğar (Cengiz Özkan) – 4:31
81. Akşam Olur Karanlığa Kalırsın (Nida Ateş) – 7:00
82. Nice Nice Yıllara (Selda Bağcan) – 5:11
83. Yalan Dünya (Zeynep Bakşi Karatağ) – 3:31
84. Haberin Yok Ölüyorum (Duman) – 6:02
85. Soran Yok Bilen Yok (Mazlum Çimen) – 3:58
86. Durdurun Dünyayı (Damla Sönmez) – 4:41
87. Sığmazam (Cavit Murtezaoğlu) – 6:24
88. Su Ver Leylam (Damla Sönmez) – 2:21
89. Sen Affetsen Ben Affetmem (Damla Sönmez)
90. Son Mektup (Damla Sönmez)
91. Sorma Ne Haldeyim (Damla Sönmez)
92. Bu Sokaklar Acıya Kardeş olur (Toygar Işıklı & Kubilay Aka) – 3:16
93. Islak Islak (Barış Akarsu) – 4:43
94. Nefes Al (Kadir Çermik) – 4:00
95. Bu Son Olsun (Cem Karaca) – 2:49
96. Savaşın İçindeyim (Toygar Işıklı & Kamufle) – 3:00

## Trasmissioni internazionali
| Paese                | Rete televisiva | Titolo locale | Prima TV locale |
| -------------------- | --------------- | ------------- | --------------- |
| Turchia              | Fox             | Çukur         | 23 ottobre 2017 |
| Iran                 | Gem TV          | گودال         | 2019            |
| Etiopia              | Kana TV         | የኛ ሰፈር        | 2019            |
| Arabia Saudita       | beIN Drama      | الحفرة        | 2019            |
| Serbia               | Nova S          | Jama          | 2021            |
| Bosnia ed Erzegovina | Nova BH         | Jama          | 2022            |
| Sudafrica            | Eextra          | Die Put       | 2022            |
| Albania              | TV Klan         |               | novembre 2022   |

## Accoglienza e controversie

### Recensioni
Çukur ha una storia che riduce il quartiere a una cattiva immagine (fossa), a differenza delle serie tv turche degli anni 2000 che trattano della cultura del quartiere. Nurdan Gürbilek ha commentato famiglia, mascolinità e serie sulla mafia dedicando una sezione separata alla linea nel suo lavoro intitolato İkinci Hayat. Nella serie, prima l'eroe esce di casa e poi torna nel quartiere minacciato come salvatore. Gürbilek lo interpreta come una classica storia di ritorno e lo valuta come una versione popolare della narrativa dell'uomo che torna a casa. La musica della serie televisiva che si integra con le scene di violenza (principalmente Gazapizm ed Eypio) sono brani rap convertiti in musica corpo a corpo, secondo lei. Nella serie, il nome della lotta degli eredi (sé e figliastri) creata dall'immagine del padre e dalla caduta del padre è lotta tra fratelli. D'altra parte, quelli sotto il comando di Baba (İdris et al.) e del leader del quartiere (Yamaç vd.), che si distinguono come salvatori e protettori dei poveri (vicinato), sono figli senza padre. Secondo Gürbilek, il quartiere è visto come uno spazio liberato nella serie e la realtà della disperazione collega le persone all'ordine della paternità e della mascolinità (vicinato).
Lo scrittore del quotidiano Sabah Yüksel Aytuğ ha affermato che il personaggio di Selim Koçovalı è omosessuale.

### Denunce e contestazioni
Dalla sua pubblicazione, Çukur è stato tra i lavori più criticati in televisione. A causa di scene di conflitto armato, paura, violenza e tortura, il consiglio supremo della radio e della televisione (RTÜK) ha imposto una sanzione amministrativa al canale su cui è stata trasmessa la serie televisiva. Ercan Kesal, che ha preso parte alle crescenti denunce per due stagioni a Çukur, ha risposto: Quando si confronta la questione della violenza a Çukur con la violenza nella vita quotidiana, è molto più innocente.

## Merchandising
Gökhan Horzum, lo sceneggiatore della serie, nell'ottobre 2019 ha pubblicato un libro sulla prima stagione della serie intitolato Yamaç's Return - Çukur. Il design della copertina del libro è stato realizzato da Serçin Çabuk e Banu Üstündağ Hatip.

## Riconoscimenti
Ayakli Gazete TV Stars Awards
- 2018: Candidatura come Miglior serie televisiva per Çukur

Best Actors Film Festival
- 2018: Premio come Miglior attore del Festival ad Aras Bulut İynemli, Erkan Kolçak Köstendil e Ay Yapım

ELLE Style Awards
- 2019: Premio come Miglior attore ad Aras Bulut İynemli
- 2019: Premio come Miglior attrice dell'anno a Dilan Çiçek Deniz

Golden Palm Awards
- 2018: Candidatura come Miglior attore in una serie televisiva ad Aras Bulut İynemli
- 2018: Candidatura come Miglior attrice in una serie televisiva a Dilan Çiçek Deniz
- 2018: Candidatura come Miglior regista in una serie televisiva a Sinan Öztürk
- 2018: Candidatura come Miglior serie televisiva d'azione a Kerem Çatay e Pelin Diştaş Yaşaroğlu
- 2019: Candidatura come Miglior attore in una serie televisiva ad Aras Bulut İynemli
- 2019: Premio come Miglior serie televisiva d'azione a Kerem Çatay e Pelin Diştaş Yaşaroğlu
- 2020: Candidatura come Miglior serie televisiva d'azione per Çukur
- 2020: Candidatura come Miglior attore in una serie televisiva a Erkan Kolçak Köstendil
- 2020: Candidatura come Miglior attrice in una serie televisiva a Dilan Çiçek Deniz

International Izmir Film Festival
- 2020: Candidatura come Miglior serie televisiva per Çukur
- 2020: Candidatura come Miglior attore in una serie televisiva ad Aras Bulut İynemli
- 2020: Candidatura come Miglior attrice in una serie televisiva a Perihan Savaş
- 2020: Candidatura come Miglior attrice non protagonista in una serie televisiva a Nur Sürer
- 2020: Candidatura come Miglior regista in una serie televisiva a Sinan Öztürk
- 2020: Candidatura come Miglior sceneggiatura in una serie televisiva a Gökhan Horzum

Kemal Sunal Culture and Art Award
- 2018: Premio come Miglior attore in una serie televisiva ad Aras Bulut İynemli
- 2018: Premio come Miglior attore dell'anno a Erkan Kolçak Köstendil
- 2018: Premio come Miglior serie televisiva a Kerem Çatay e Pelin Diştaş Yaşaroğlu

Pantene Golden Butterfly Awards
- 2018: Premio come Miglior interpretazione di un attore ad Aras Bulut İynemli
- 2018: Premio come Miglior interpretazione di un'attrice a Dilan Çiçek Deniz
- 2018: Premio come Miglior coppia televisiva ad Aras Bulut İynemli e Dilan Çiçek Deniz
- 2018: Premio come Miglior interpretazione di un attore a Erkan Kolçak Köstendil
- 2018: Premio come Miglior attore bambino a Doğan Can Sarıkaya
- 2018: Premio come Miglior regista a Sinan Öztürk
- 2018: Premio come Miglior scrittore a Gökhan Horzum
- 2018: Premio come Miglior serie televisiva a Kerem Çatay, Pelin Diştaş Yaşaroğlu e Ay Yapım
- 2018: Premio come Canzone dell'anno a Gazapizm
- 2018: Premio come Miglior musica per una serie televisiva a Toygar Işıklı e Kanal D
- 2019: Candidatura come Miglior serie televisiva per Çukur
- 2019: Candidatura come Miglior attore ad Aras Bulut İynemli
- 2019: Candidatura come Miglior attrice a Dilan Çiçek Deniz
- 2019: Candidatura come Miglior coppia televisiva ad Aras Bulut İynemli e Dilan Çiçek Deniz
- 2019: Candidatura come Miglior regista a Sinan Öztürk
- 2019: Candidatura come Miglior sceneggiatura a Gökhan Horzum
- 2019: Candidatura come Miglior musica per una serie televisiva a Toygar Işıklı
- 2021: Candidatura come Miglior musica per una serie televisiva a Toygar Işıklı

Seoul International Drama Award
- 2021: Premio come Il dramma straniero più popolare dell'anno per Çukur

Turkey Youth Awards
- 2018: Candidatura come Miglior serie televisiva per Çukur
- 2018: Candidatura come Miglior attore televisivo ad Aras Bulut İynemli
- 2018: Candidatura come Miglior attrice televisiva a Dilan Çiçek Deniz
- 2018: Candidatura come Miglior attore televisivo non protagonista a Erkan Kolçak Köstendil
- 2018: Candidatura come Miglior attore televisivo non protagonista a Kubilay Aka
- 2018: Candidatura come Miglior attore televisivo non protagonista a Rıza Kocaoğlu
- 2019: Candidatura come Miglior serie televisiva per Çukur
- 2019: Candidatura come Miglior attore televisivo ad Aras Bulut İynemli
- 2019: Candidatura come Miglior attrice televisiva a Dilan Çiçek Deniz
- 2019: Premio come Miglior attore televisivo non protagonista a Erkan Kolçak Köstendil
- 2019: Premio come Miglior attore non protagonista in una serie televisiva a Erkan Kolçak Köstendil
- 2019: Candidatura come Miglior attore televisivo non protagonista a Rıza Kocaoğlu
- 2019: Candidatura come Miglior attrice televisiva non protagonista ad İlayda Alişan
- 2020: Candidatura come Miglior serie televisiva per Çukur
- 2020: Candidatura come Miglior attore televisivo ad Aras Bulut İynemli
- 2020: Candidatura come Miglior attrice televisiva a Dilan Çiçek Deniz
- 2020: Candidatura come Miglior attore televisivo non protagonista a Öner Erkan
- 2020: Candidatura come Miglior attore televisivo non protagonista a Kubilay Aka